# 珠海快速公交
（原）珠海快速公交（英語：Zhuhai Bus Rapid Transit），现珠海幹线公交（英语：Zhuhai Main Route），官方稱呼為（原）珠海东西部快速化公交，（今珠海幹线公交）俗称（原）珠海BRT，位于中国珠海市，在珠海大道设有9对车站。2016年11月15日正式营运。但是现在更多强调幹线线路，弱化了“东西部快速公交”概念。

## 概况
呈东西走向，项目首期起点为前山总站，终点站为湖心路口，沿前山大桥、珠海大桥，西至金湾互通立交交匯處，系统全长20.9公里。

## 历史
自2015年2月开始，珠海市建设部门展开快速公交概念研究，总投资8.7亿元。珠海BRT自起建就爭議不斷，施工期间需要对前山大桥下至拱北港昌路的闸道拆除，至此前山大桥扩至12车道。施工期间，前山大桥南侧建設了一座钢便桥。
2015年10月29日，BRT的专用车型首期将投入60辆，均采用气电混合动力等清洁能源，分为单车厢和双车厢两种：单车厢车型长13.7米，最大载客量120人；双车厢车型长18米，最大载客量160人。後因珠海公交租借珠海廣通18米鉸接巴士試行湖心路口路段。据公交巴士公司负责人介绍，BRT每小时最大运力将达到5000至6000人，同时，待BRT运营后，他们还将对普通公交线路进行调整，裁撤6条，优化3条，“既集约成本，又提高效率。”
2015年12月30日，珠海BRT正式動工。
2016年7月11日，规划提出，西部中心城区将在BRT1号线的基础上增加两条BRT线路，其中，BRT2号线快速联系井岸—白蕉—三江六岸—金湾核心区，BRT3号线快速联系三江六岸核心区—新青工业园区—富山工业园区。
2016年11月，珠海BRT首期工程完工，前山总站改造完成，珠海公交于11月1日-6日临时开通往返于湖心路口及前山总站的航展专线，采用15台13.7米纯电动公交车运营。
2016年11月15日，珠海公交正式开通两条BRT线路，分别是B1快线（前山总站—湖心路口）及B2线（海虹总站—湖心路口）。实施无人售票一票制，票价分别核定为2元和3元，可与市区普通线路、跨区线路及部分K字头大站快线实施差额换乘。
2016年12月21日，B1快线调整为B1线（拱北口岸总站—湖心路口），票价提升为3元，主要停靠凉粉桥、供水总公司、华发新城、南屏街口等站点。此外整个BRT系统新增“广昌”站，B1、B2线均停靠。
而截至目前，由于资金问题，BRT车辆基本与普通线路无异，BRT也转为幹线公交。

## 车站
| 车站             | 英文站名                         | 路線   | 区域     |
| ---------------- | -------------------------------- | ------ | -------- |
| 前山总站         | Qianshan Terminal                | B9     | 前山街道 |
| 华发新城         | Huafa New Town                   | B1、B2 |          |
| 北山（华发商都） | Beishan(Huafa Business Capital)  | B1、B2 |          |
| 南屏街口         | Nanping Intersection             | B1、B2 | 南屏镇   |
| 南屏中学         | Nanping Middle school            | B1、B2 | 南屏镇   |
| 广生             | Guangsheng                       | B1、B2 |          |
| 广昌             | Guangchang                       | B1、B2 |          |
| 均昌             | Junchang                         | B1、B2 |          |
| 灯笼路口         | Lantern Intersection             | B1、B2 |          |
| 湖心路口总站     | Huxin Road Intersection Terminal | B1、B2 |          |

## 路线
| 編號             | 起點              |                   | 終點              | 发车间隔  | 单向行车时间 |
| ---------------- | ----------------- | ----------------- | ----------------- | --------- | ------------ |
| B1               | 拱北口岸总站      | ↔                 | 湖心路口总站      | 4-10分钟  | 70分钟       |
| B2               | 海虹总站          | ↔                 | 湖心路口总站      | 7-15分钟  | 75分钟       |
| B3               | 海虹总站          | ↔                 | 湖心路口总站      | 5-13分钟  | 97分钟       |
| B4               | 香洲              | ↔                 | 湖心路口总站      | 6-13分钟  | 95分钟       |
| B5（顺时针环线） | 海虹总站 ↺ 上冲   | 海虹总站 ↺ 上冲   | 海虹总站 ↺ 上冲   | 13-20分钟 | 90分钟       |
| B6（逆时针环线） | 海虹总站 ↺ 上冲   | 海虹总站 ↺ 上冲   | 海虹总站 ↺ 上冲   | 13-20分钟 | 90分钟       |
| B7（顺时针环线） | 上冲检查站 ↺ 吉大 | 上冲检查站 ↺ 吉大 | 上冲检查站 ↺ 吉大 | 3-15分钟  | 100分钟      |
| B8（逆时针环线） | 上冲检查站 ↺ 吉大 | 上冲检查站 ↺ 吉大 | 上冲检查站 ↺ 吉大 | 3-10分钟  | 100分钟      |
| B9               | 金鼎总站          | ↔                 | 前山总站          | 8-20分钟  | 80分钟       |
| B20              | 香洲总站          | ↔                 | 金鼎总站          | 20分钟    | 100分钟      |
| B37              | 水郡总站环线      | 水郡总站环线      | 水郡总站环线      |           |              |
| B38              | 水郡总站环线      | 水郡总站环线      | 水郡总站环线      |           |              |